# Les Brouzils
Les Brouzils sont une commune française située dans le département de la Vendée en région Pays de la Loire.

## Géographie
Le territoire municipal des Brouzils s’étend sur 4 167 hectares. L’altitude moyenne de la commune est de 66 mètres, avec des niveaux fluctuant entre 37 et 78 mètres,.
Située dans le Bocage vendéen, à 15 kilomètres de Montaigu, la commune des Brouzils appartient à la communauté de communes du pays de Saint-Fulgent-Les Essarts et se trouve dans le canton de Montaigu.
| L'Herbergement                           | Boufféré (Montaigu-Vendée) | Saint-Georges-de-Montaigu (Montaigu-Vendée) |
| Saint-Sulpice-le-Verdon (Montréverd)     | des Brouzils               | Chavagnes-en-Paillers                       |
| La Copechagnière Saint-Denis-la-Chevasse |                            | Chauché                                     |

### Climat
Pour des articles plus généraux, voir Climat des Pays de la Loire et Climat de la Vendée.
En 2010, le climat de la commune est de type climat océanique altéré, selon une étude du CNRS s'appuyant sur une série de données couvrant la période 1971-2000. En 2020, Météo-France publie une typologie des climats de la France métropolitaine dans laquelle la commune est exposée à un climat océanique et est dans la région climatique  Bretagne orientale et méridionale, Pays nantais, Vendée, caractérisée par une faible pluviométrie en été et une bonne insolation. 
Pour la période 1971-2000, la température annuelle moyenne est de 11,9 °C, avec une amplitude thermique annuelle de 13,9 °C. Le cumul annuel moyen de précipitations est de 838 mm, avec 12,4 jours de précipitations en janvier et 6,6 jours en juillet. Pour la période 1991-2020, la température moyenne annuelle observée sur la station météorologique de Météo-France la plus proche, « St-Fulgent_sapc », sur la commune de Saint-Fulgent à 12 km à vol d'oiseau, est de 12,6 °C et le cumul annuel moyen de précipitations est de 815,9 mm,. Pour l'avenir, les paramètres climatiques de la commune estimés pour 2050 selon différents scénarios d'émission de gaz à effet de serre sont consultables sur un site dédié publié par Météo-France en novembre 2022.

## Urbanisme

### Typologie
Au 1er janvier 2024, Les Brouzils sont catégorisés commune rurale à habitat dispersé, selon la nouvelle grille communale de densité à sept niveaux définie par l'Insee en 2022.
Elle est située hors unité urbaine. Par ailleurs la commune fait partie de l'aire d'attraction de Montaigu-Vendée, dont elle est une commune de la couronne,. Cette aire, qui regroupe 8 communes, est catégorisée dans les aires de moins de 50 000 habitants,.

### Occupation des sols
L'occupation des sols de la commune, telle qu'elle ressort de la base de données européenne d’occupation biophysique des sols Corine Land Cover (CLC), est marquée par l'importance des territoires agricoles (87,7 % en 2018), en diminution par rapport à 1990 (88,8 %). La répartition détaillée en 2018 est la suivante : 
terres arables (66,5 %), zones agricoles hétérogènes (13,2 %), forêts (9,1 %), prairies (8 %), zones urbanisées (3 %), espaces verts artificialisés, non agricoles (0,2 %). L'évolution de l’occupation des sols de la commune et de ses infrastructures peut être observée sur les différentes représentations cartographiques du territoire : la carte de Cassini (XVIIIe siècle), la carte d'état-major (1820-1866) et les cartes ou photos aériennes de l'IGN pour la période actuelle (1950 à aujourd'hui).

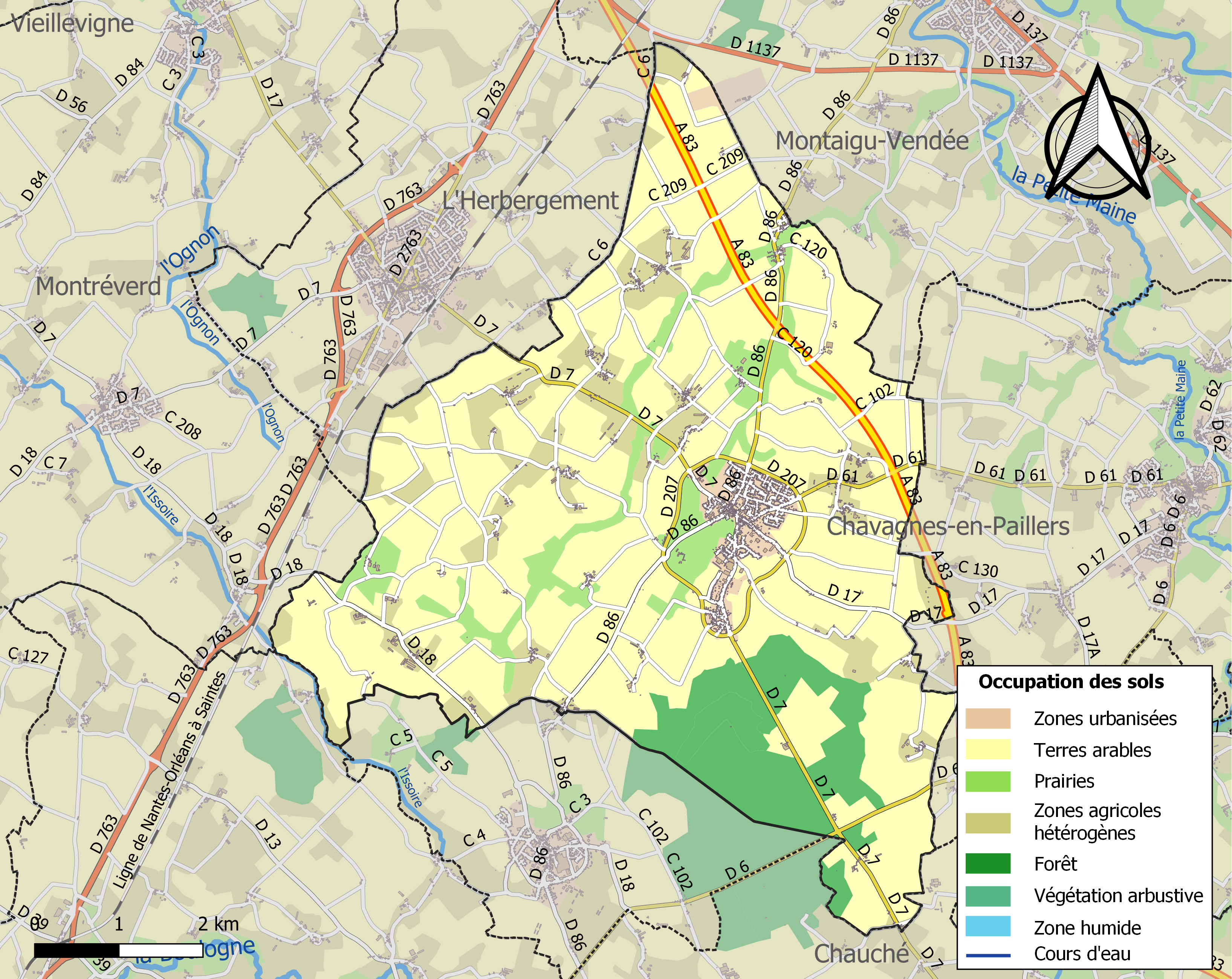
Carte des infrastructures et de l'occupation des sols de la commune en 2018 (CLC).

## Toponymie
La copie de la charte de fondation, dont l'original date du début du XIIIe siècle, utilise le nom de "Brosiliis". Au début du XIVe siècle, le toponyme est orthographié "Brosilis". C'est à partir de 1373-1374 que nous trouvons l'orthographe actuelle du mot "Brouzils".
Un dérivé en -ile de l'ancien français bros/brost qui signifie "bourgeon" ou "pousse" et qui viendrait d'un mot germanique (gothique) bruts du même sens.
Le toponyme signifierait plutôt en sens dérivé : "broussailles", voire plus précisément « broussailles près d'un cours d'eau » ; en ancien français il existait également un mot brosilles dans le même sens.
En poitevin, la commune est appelée Lés Brousis.

## Histoire
Au Moyen Âge, des moines bénédictins de l'ordre de Cluny, dépendant de l'île d'Aix, fondent un prieuré au lieu-dit de « Brosilis » (voir la section : lieux et monuments).
L'époque moderne est marquée par l'émergence de quelques familles qui vont dominer la vie sociale des Brouzils. Parmi elles, les Sajot dont Charles Antoine s'exile en Angleterre à la fin du XVIIe siècle. Il était sans doute protestant. Les Forestier, les Buet, les Gourraud, vont fournir des conseillers municipaux et des maires au XIXe siècle, voire des conseillers généraux.
Le 11 janvier 1794, en pleine guerre de Vendée, la bataille de Gralas a lieu entre les Républicains et les Vendéens. La forêt de Grasla, principalement sur la commune des Brouzils, servit de refuge aux habitants du pays en 1793-1794 ; ces populations fuyaient les combats et la terreur menée par les colonnes infernales de Turreau (voir la section : lieux et monuments). Le 22 février 1794, environ 100 personnes sont massacrées aux Brouzils par la colonne du général Cordellier.
Le 26 avril 1964, plusieurs habitants de la partie septentrionale de la commune réclament leur rattachement à L'Herbergement. Malgré une délibération du 19 juillet suivant dans laquelle le conseil municipal des Brouzils s’oppose à ce projet, le conseil général de la Vendée, conduit à se prononcer sur le sujet en raison de la modification des limites entre deux cantons (Rocheservière et Saint-Fulgent), approuve quant à lui la modification du tracé territorial (1 039 ha et 450 habitants) le 10 janvier 1966,. Un décret du 3 décembre 1966 transfère officiellement la portion de territoire à la commune de L’Herbergement (distraction de la section A et en partie les sections B, C, D et P des Brouzils).

## Population et société

### Démographie

#### Évolution démographique
L'évolution du nombre d'habitants est connue à travers les recensements de la population effectués dans la commune depuis 1800. Pour les communes de moins de 10 000 habitants, une enquête de recensement portant sur toute la population est réalisée tous les cinq ans, les populations de référence des années intermédiaires étant quant à elles estimées par interpolation ou extrapolation. Pour la commune, le premier recensement exhaustif entrant dans le cadre du nouveau dispositif a été réalisé en 2004.

En 2022, la commune comptait 2 916 habitants, en évolution de +4,48 % par rapport à 2016 (Vendée : +5,33 %, France hors Mayotte : +2,11 %).
| 1800  | 1806  | 1821  | 1831  | 1836  | 1841  | 1846  | 1851  | 1856  |
| ----- | ----- | ----- | ----- | ----- | ----- | ----- | ----- | ----- |
| 1 480 | 1 443 | 1 996 | 1 967 | 1 957 | 2 001 | 2 175 | 2 185 | 2 259 |

| 1861  | 1866  | 1872  | 1876  | 1881  | 1886  | 1891  | 1896  | 1901  |
| ----- | ----- | ----- | ----- | ----- | ----- | ----- | ----- | ----- |
| 2 290 | 2 314 | 2 304 | 2 343 | 2 429 | 2 568 | 2 654 | 2 658 | 2 677 |

| 1906  | 1911  | 1921  | 1926  | 1931  | 1936  | 1946  | 1954  | 1962  |
| ----- | ----- | ----- | ----- | ----- | ----- | ----- | ----- | ----- |
| 2 695 | 2 622 | 2 324 | 2 287 | 2 166 | 2 167 | 2 235 | 2 281 | 2 293 |

| 1968  | 1975  | 1982  | 1990  | 1999  | 2004  | 2006  | 2009  | 2014  |
| ----- | ----- | ----- | ----- | ----- | ----- | ----- | ----- | ----- |
| 1 931 | 1 886 | 1 845 | 1 951 | 2 031 | 2 260 | 2 392 | 2 578 | 2 738 |

| 2019  | 2022  | - | - | - | - | - | - | - |
| ----- | ----- | - | - | - | - | - | - | - |
| 2 816 | 2 916 | - | - | - | - | - | - | - |

#### Pyramide des âges
En 2018, le taux de personnes d'un âge inférieur à 30 ans s'élève à 36,1 %, soit au-dessus de la moyenne départementale (31,6 %). À l'inverse, le taux de personnes d'âge supérieur à 60 ans est de 21,6 % la même année, alors qu'il est de 31,0 % au niveau départemental.
En 2018, la commune comptait 1 382 hommes pour 1 426 femmes, soit un taux de 50,78 % de femmes, légèrement inférieur au taux départemental (51,16 %).
Les pyramides des âges de la commune et du département s'établissent comme suit.
| Hommes | Classe d’âge | Femmes |
| ------ | ------------ | ------ |
| 0,1    | 90 ou +      | 3,5    |
| 5,1    | 75-89 ans    | 11,0   |
| 12,1   | 60-74 ans    | 11,4   |
| 23,0   | 45-59 ans    | 19,6   |
| 21,6   | 30-44 ans    | 20,4   |
| 15,8   | 15-29 ans    | 13,2   |
| 22,3   | 0-14 ans     | 20,9   |

| Hommes | Classe d’âge | Femmes |
| ------ | ------------ | ------ |
| 0,8    | 90 ou +      | 2,2    |
| 8,7    | 75-89 ans    | 11,1   |
| 20,3   | 60-74 ans    | 21,3   |
| 20     | 45-59 ans    | 19,4   |
| 17,5   | 30-44 ans    | 16,8   |
| 15     | 15-29 ans    | 13,2   |
| 17,7   | 0-14 ans     | 16,1   |

## Culture locale et patrimoine

### Lieux et monuments
Au cœur du massif forestier de Grasla, se trouve le Refuge où les populations de communes situées au nord et à l'est se sont cachées pour fuir la violence de la répression contre les insurgés vendéens.
Un sentier de la lisière, de six kilomètres, permet de joindre la Pierre Blanche (pierre mégalithique) au Chêne Chevreux (cet arbre millénaire, encore vivant, aurait été point de ralliement lors de la guerre de Vendée. Son nom viendrait du mot chevreuil).
La promenade se termine par l'allée du "demi-jour" allant du Chêne Chevreux à la Pierre Blanche. Elle est appelée ainsi en raison de la faible lumière traversant ses chênes denses. Cette futaie a été coupée en bois de construction pour la ville de Napoléon (La Roche-sur-Yon) en 1810.
Le sentier du Refuge est long de 3,5 kilomètres. De la Pierre Blanche, l'allée "du gros bois" puis un sous bois agréable vous mènent au Refuge de Grasla. Ce site visitable rappelle les évènements qui ont marqué l'histoire du bocage et celle de ses habitants pendant la guerre de Vendée. Depuis 1987, des bénévoles ont construit des loges de perches et de brandes, une forge, chapelle, charbonnière... afin d'évoquer la vie de Grasla telle que les documents permettent de la connaître. 2 000 personnes - moins de 200 noms sont connus -, se seraient ainsi réfugiées de janvier à juillet 1794 afin d'échapper aux colonnes créées par le général Turreau.
Le retour se fait par la croix de Charette érigée par le Souvenir vendéen en 1973, les étangs puis le Chêne Chevreux et enfin, l'allée du "demi-jour" menant à la Pierre Blanche.
Le sentier cantonal permet de sortir de la forêt :
- soit en direction de Chauché par l'allée de la Noue, en traversant la route et en rejoignant ainsi la base d'accueil et d'animation de l'Oiselière.
- soit vers la Rabatelière par les villages de la Joussetière puis de la Chedanière (production de foie gras).

La charte de fondation du prieuré des Brouzils, accordée par le seigneur de Montaigu, Gérard Archemaste, confirme (c’est-à-dire qu’elle prend acte de faits existants) ce qu’il concède au prieuré des Brouzils pour pourvoir aux besoins de celui-ci et à ceux des moines qui le composent. Gérard Archemaste (XIe siècle) confie ce prieuré aux clunisiens. 
Il donne « à ce prieuré et à son prieur » la partie sud-est du territoire brouzilien. Le texte évoque, peut-être, une grange (établissement agricole dépendant du prieuré) existant en forêt de Grasla : plusieurs indices archéologiques où se trouvant dans d’autres textes le laissent supposer sans certitude à ce sujet. La Guère et La Girairière, citées dans le texte, fournissent des revenus financiers et en nature, utiles au fonctionnement du prieuré et de l’ordre, et à l’entretien des moines. Probablement après la guerre de Cent Ans (1453), les moines quittent Les Brouzils. Cependant, il subsiste un prieur, soit extérieur à la paroisse (et qui conserve le bénéfice, c’est-à-dire le revenu : c’est le cas de Flavigny, grand vicaire du diocèse de Luçon au début du XVIIe siècle) soit le curé est nommé prieur (c’est le cas de François Houssin, le dernier curé avant la Révolution).

Le cimetière des Brouzils est donné au prieuré. Ce statut est à l’origine d’une crise entre la paroisse et la commune, au milieu du XIXe siècle. Il s’agit, alors, de savoir si le cimetière appartient au domaine public ou est terre d’Église. Considéré comme bien national depuis la Révolution, ce cimetière, autour de l’église (la place Pierre-Monnereau d’aujourd’hui) reste, après décisions de justice, dans le domaine public, conformément à toute la jurisprudence du XIXe siècle. Ce conflit nous vaut le texte trouvé dans le chartrier de Thouars.

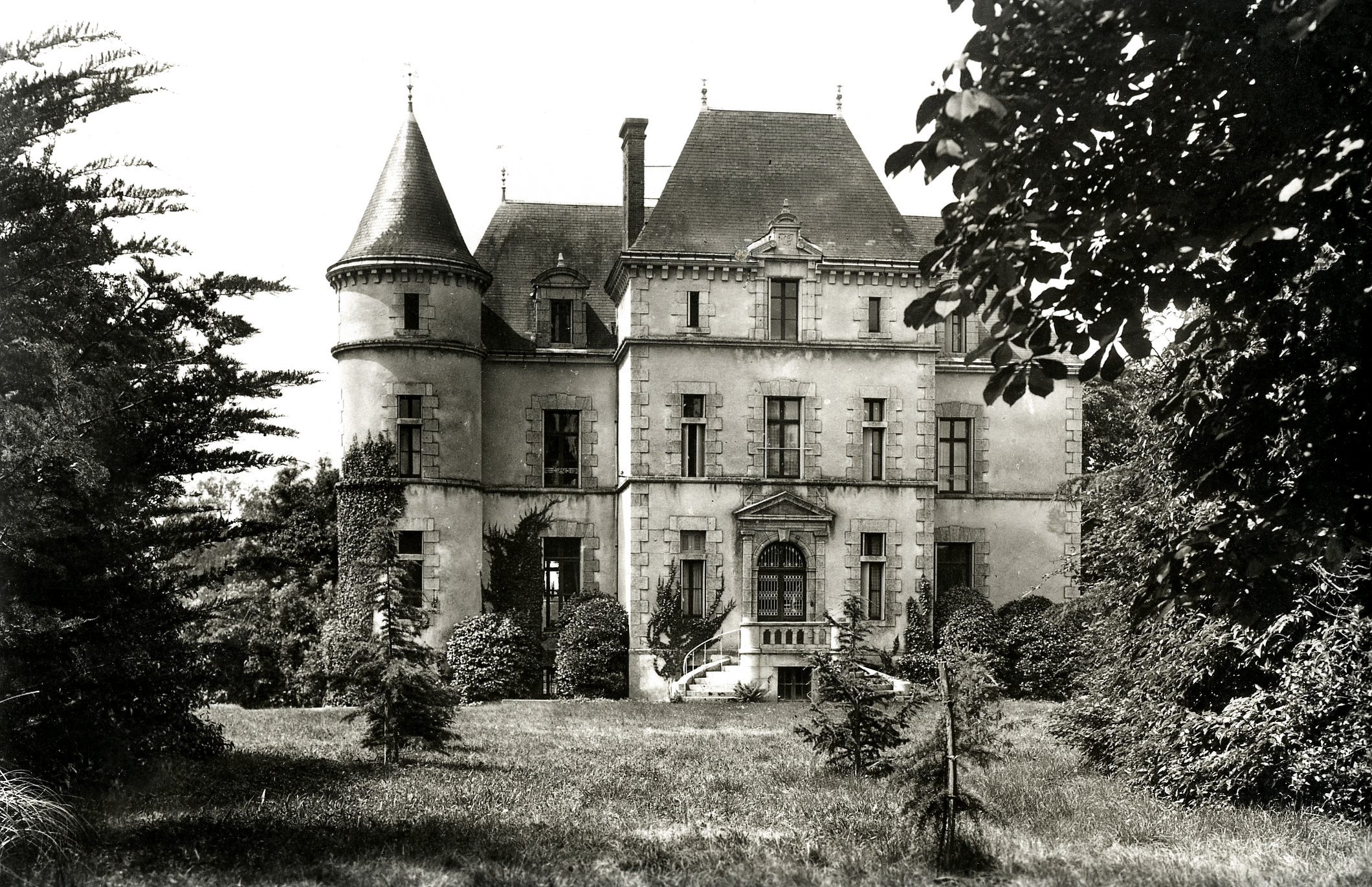
Le Château du Ligny. Début XXe siècle.

De ce prieuré, reste le mur situé à droite de l'église paroissiale. Un nouvel aménagement voulu par la commune et l'Association de sauvegarde du Patrimoine brouzilien a été inauguré en 2009.
La commune est parsemée de châteaux, pour la plupart reconstruit au XIXe siècle mais dont certains gardent la trace - comme à La Duranderie, de leur édification ancienne. La Duranderie date de la fin des guerres de Religion (fin XVIe siècle). Le Ligny, en centre-bourg, est bâti au XIXe siècle à l'emplacement d'une maison agricole. Tout près de l'église, le logis de La Colle marque l'emprise de la famille Gourraud sur la commune et l'ensemble du canton de Saint-Fulgent au cœur du XIXe siècle (voir géographie et histoire). La Thébline, qui s'est nommée L'Hervédière durant quelques années au XXe siècle, est le fruit de constructions successives depuis le XVe siècle.

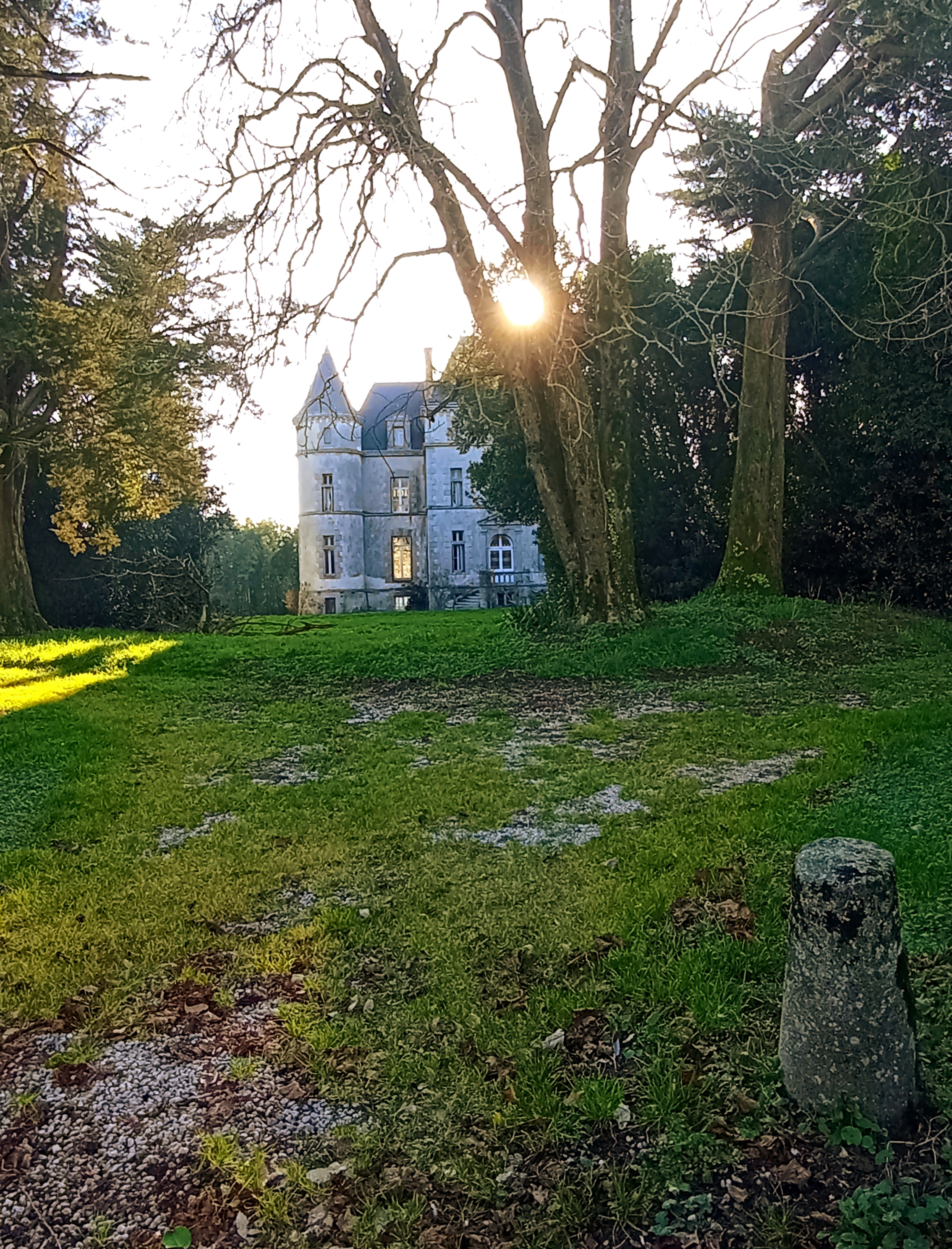
Le château du Ligny. 2023.
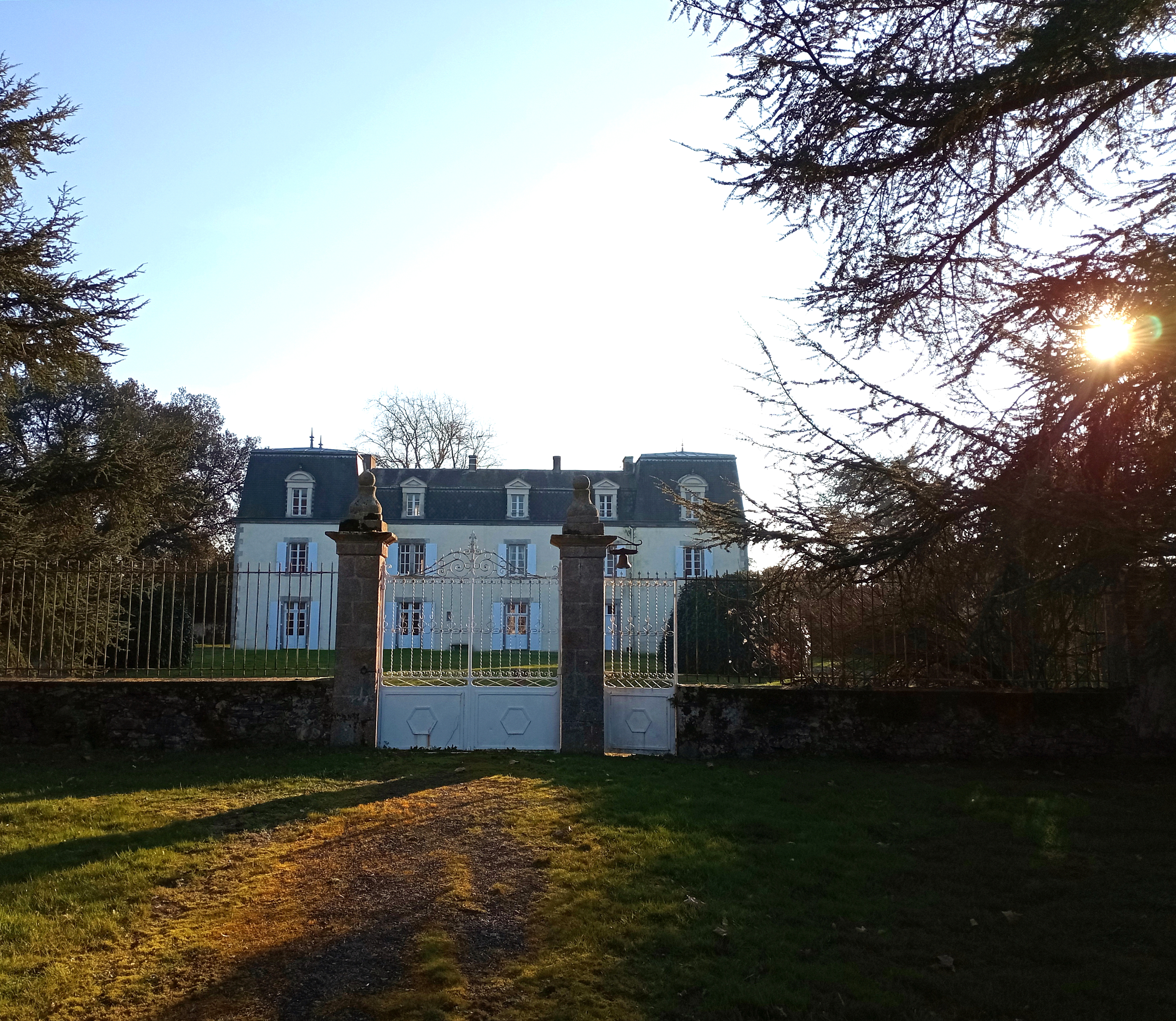
Château La Thébline. 2023.
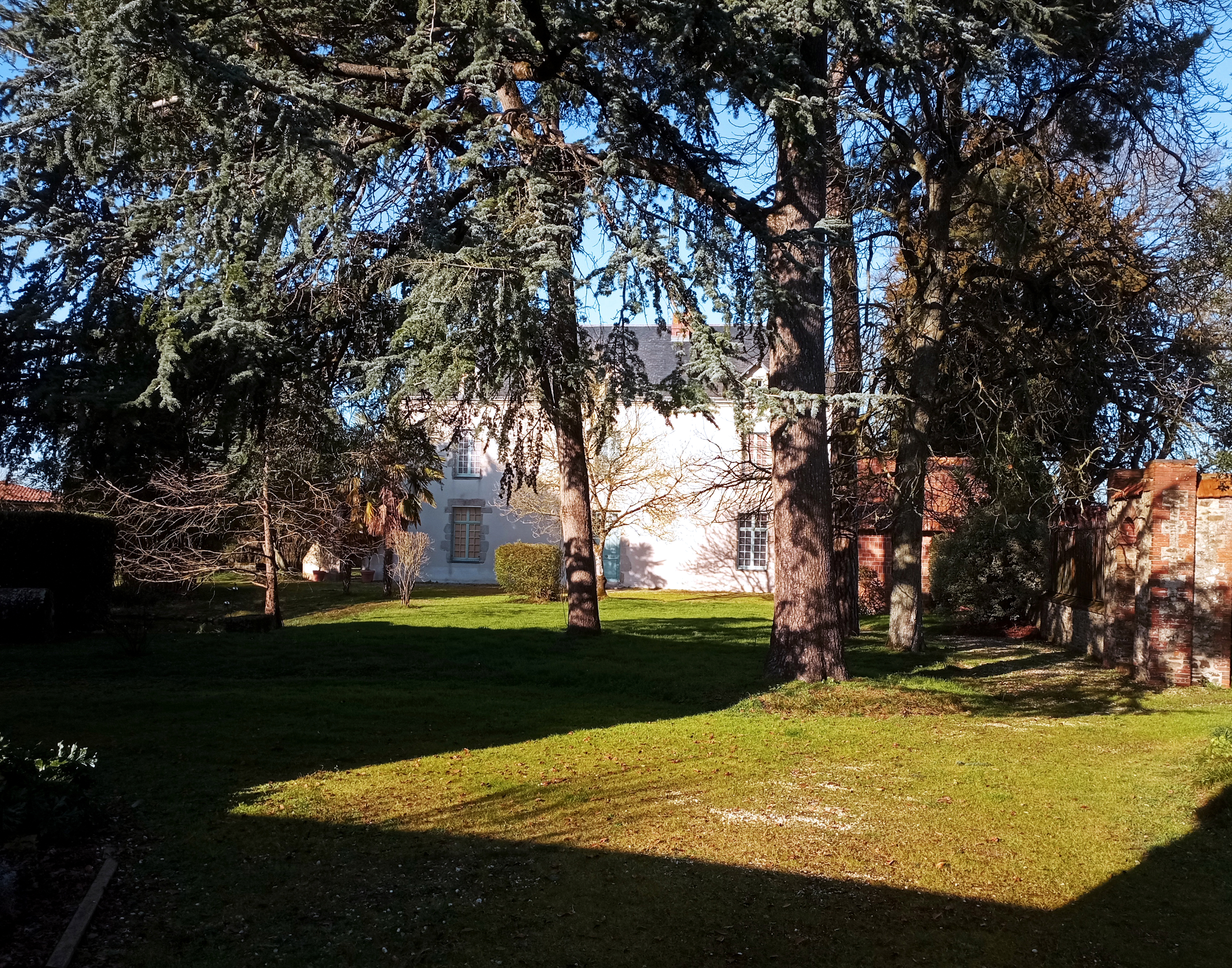
Le Logis de la Colle. 2023.

L'église de la commune est placée sous le patronage de Notre-Dame-de-l'Assomption.
Des bâtiments agricoles sont remarquables : la Bedoutière, par exemple. Ce toponyme viendrait du nom d'Etienne de Bedouet, cité dans un aveu de 1502.
Enfin, la fin du XIXe siècle est marquée par l'expansion du chemin de fer. Si cette portion du territoire appartient depuis les années 1960 à la commune de L'Herbergement, c'est bien sur la commune des Brouzils qu'a été édifiée la gare de L'Herbergement - Les Brouzils.

### Personnalités liées à la commune
- François Athanase Charette de la Contrie (1763-1796) : se serait caché en forêt de Grasla ; présence attestée aux Brouzils à plusieurs reprises, notamment le 12 janvier 1794 ;
- Pierre Monnereau (1787-1856) : fondateur des sœurs des Sacrés-Cœurs de Jésus et de Marie, mort aux Brouzils ;
- Henry Simon (1910-1987), artiste de Saint-Hilaire-de-Riez, réalise la toile représentant l'histoire de la commune dans la mairie.

### Vie associative et manifestations culturelles
En 2016, la commune des Brouzils recense une cinquantaine d'associations actives. Certains évènements et manifestations récurrentes sont inscrites dans le calendrier local. Entre autres : 
| Nom                | Date                      | Ancienneté        | Organisateur                | Objet |
| ------------------ | ------------------------- | ----------------- | --------------------------- | --- |
| Fête de la musique | dernier vendredi de juin  |                   | Comité des Fêtes            | Concerts gratuits dans le centre-bourg fermé à la circulation pour l'occasion. Bar et restauration                                                                                       |
| Fête de l'été      | 2d samedi de juillet      | 2014 (à vérifier) | Municipalité                | Animations gratuites à destination des plus jeunes, feu d'artifice. Opération « sacs de blé »                                                                                            |
| La Rando de Grasla | 1er dimanche de septembre | 2014              | Grasla VTT                  | Rando VTT |
| La Loup Pied Rand' | Mai                       | 2005              | LSGB FOOTBALL               | Rando Gourmande |
| Foire à la Mogette | 2d dimanche d'octobre     | 1979              | OGEC Ecole Pierre Monnereau | Repas de mogettes et jambon de vendée cuits au feu de bois, dégustation de vin nouveau et de vins fins, exposition artisanale, animations culturelles et musicales, jeux pour enfants... |
| Théâtre            | Fin novembre              |                   | Théâtre de Grasla           | 5 à 6 représentations d'une pièce jouée par la section adulte |
| Marché de Noël     |                           |                   | Brouzilsarti.com            | Marché de Noël organisé par l'association des artisans locaux |

### Héraldique
| Blason | Blasonnement : Coupé : au premier, d'argent au chêne de sinople englanté d'or ; au second, d'or au loup passant de sable. |